# Гати (Черниговская область)
Гати (укр. Гаті) — село в Семёновском районе Черниговской области Украины. Население 22 человека. Занимает площадь 0,08 км².
Код КОАТУУ: 7424782502. Почтовый индекс: 15420. Телефонный код: +380 4659.

## Власть
Орган местного самоуправления — Карповичский сельский совет. Почтовый адрес: 15420, Черниговская обл., Семёновский р-н, с. Карповичи, ул. Центральная, 75а.